# Ernesto Mandara
Ernesto Mandara (ur. 24 lipca 1952 w Positano) – włoski duchowny katolicki, biskup Sabina-Poggio Mirteto od 2011.

## Życiorys

### Prezbiterat
Święcenia kapłańskie otrzymał 22 kwietnia 1978. Inkardynowany do archidiecezji Amalfi-Cava de' Tirreni, został jednak wysłany do Papieskiego Wyższego Seminarium Rzymskiego, gdzie pracował jako wykładowca, a od 1983 jako wicerektor. W 1990 mianowany proboszczem rzymskiego kościoła MB Łaskawej. Od 2002 sekretarz wydziału diecezjalnej kurii do spraw budowy kościołów.

### Episkopat
2 kwietnia 2004 papież Jan Paweł II mianował go biskupem pomocniczym diecezji rzymskiej, ze stolicą tytularną Turris in Mauretania. Sakry biskupiej udzielił mu 5 czerwca 2004 wikariusz generalny diecezji rzymskiej - kardynał Camillo Ruini.
10 czerwca 2011 papież Benedykt XVI mianował go biskupem ordynariuszem diecezji Sabina-Poggio Mirteto.